# Apprentissage par la pratique
 (décembre 2016).
Si vous disposez d'ouvrages ou d'articles de référence ou si vous connaissez des sites web de qualité traitant du thème abordé ici, merci de compléter l'article en donnant les références utiles à sa vérifiabilité et en les liant à la section « Notes et références ».
La théorie de l 'Apprentissage par la pratique ou théorie de la main à la pâte (learning-by-doing en anglais) est un concept de la théorie économique. Elle se réfère à la capacité des travailleurs à améliorer leur productivité en répétant régulièrement le même type d'action. L'augmentation de la productivité est atteinte par la pratique, on l'utilise en sciences économiques et sociales. 
Le concept d'apprentissage par la pratique a été utilisé par Kenneth Arrow dans sa conception sur la théorie de la croissance endogène pour expliquer les effets de l'innovation et du changement technique. Robert Lucas, Jr. a adopté le concept pour expliquer les rendements croissants intégrés au capital humain. Yang et Borland (1991) ont montré que l'apprentissage par la pratique joue un rôle dans l'évolution du pays avec une plus grande spécialisation dans la production. Dans ces deux cas, l'apprentissage par la pratique des rendements croissants fournit un moteur de la croissance à long terme. 
Récemment[Quand ?], ce concept est devenu populaire en expliquant l'évolution de l'économie dans la théorie du Ressource Based View (RDV). Le système de production de Toyota, par exemple, est connu pour son Kaizen, qui est explicitement fondé sur les effets de l'apprentissage par la pratique. 
En pédagogie, l'apprentissage par la pratique est obtenu par les élèves grâce à leur propre expérience. Cela contraste avec les apprentissages scolaires par transmission directe (maître à élève) ou indirecte (manuel scolaire, CDrom, video vers l'apprenant). Dans l'apprentissage par la pratique, il est essentiel que l'expérience soit une relation à double sens, où l'étudiant d'une part, est actif par rapport au monde autour de lui. Mais d'autre part, il doit assumer lui-même les conséquences de ses propres priorités, décisions et actions. 